# پرفونتین (فیلم)
پرفونتین (انگلیسی: Prefontaine) یک فیلم در ژانر زندگی‌نامه‌ای و درام به کارگردانی استیو جیمز است که در سال ۱۹۹۷ منتشر شد. از بازیگران آن می‌توان به جرد لتو، آر. لی ارمی، برکین مایر و کرتوود اسمیت اشاره کرد.